# Кірш Віктор Володимирович
Віктор Володимирович Кірш (рос. Виктор Владимирович Кирш; нар. 1 вересня 1933, Куйбишев, РРФСР — пом. 30 липня 2010, Самара, Росія) — радянський футболіст та тренер, вситупав на позиціях нападника та півзахисника. Входить до числа 33-ох найкращих гравців «Крил Рад» в історії клубу.

## Життєпис
Вихованець юнацької футбольної команди «Динамо» (Куйбишев), перший тренер — М. А. Сенін. Дебютував у куйбишевських «Крилах Рад» у вищій лізі СРСР в липні 1953 року в матчі проти московського «Локомотива». У жовтні того ж року зіграв у фіналі Кубку СРСР. У 1958 році отримав звання майстра спорту. У 1960 році пішов з команди. Виступав одне коло чемпіонату в калінінградської «Балтиці», в 27 років завершив кар'єру гравця. У 1972 році став заслуженим тренером РРФСР.
Влітку 2006 року почав отримувати щомісячний грант, заснований РФС для колишніх гравців і тренерів, які внесли великий вклад в розвиток вітчизняного футболу.
Помер 30 липня 2010 на 77-му році життя.